# IC 4843
IC 4843 је спирална галаксија у сазвјежђу Паун која се налази на листи објеката дубоког неба у Индекс каталогу.
Деклинација објекта је - 59° 18' 33" а ректасцензија 19h 19m 21,6s. Привидна величина (магнитуда) објекта IC 4843 износи 14,3 а фотографска магнитуда 15,1. IC 4843 је још познат и под ознакама ESO 141-53, IRAS 19149-5924, PGC 63064.